# علم النفس الاصطناعي
علم النفس الاصطناعي (AP) له معانٍ متعددة يعود تاريخها إلى القرن التاسع عشر، مع الاستخدام الحديث المتعلق بالذكاء الاصطناعي.
في عام 1999، قدم تشيليانغ وانغ ولون شيه نظرية في علم النفس الإصطناعي تعتمد على الذكاء الاصطناعي. إنهم يحللون علم النفس البشري باستخدام طرق البحث في علوم المعلومات وأبحاث الذكاء الاصطناعي للتعمق في العقل البشري.
تأخذ النظرية بعين الاعتبار الموقف عندما يقترب الذكاء الاصطناعي من مستوى التعقيد حيث يفي الذكاء بشرطين:
الشرط الأول
- أ: يتخذ كل قراراته بشكل مستقل
- ب: قادر على اتخاذ القرارات بناء على المعلومات وهو:

1. جديد
2. الملخص
3. غير مكتمل

- ج: الذكاء الإصطناعي قادر على إعادة برمجة نفسه بناءً على البيانات الجديدة، مما يسمح له بالتطور.
- د: وقادر على حل تعارضات البرمجة الخاصة به، حتى في حالة وجود بيانات غير كاملة. هذا يعني أن الذكاء يتخذ بشكل مستقل قرارات قائمة على القيمة، في إشارة إلى القيم التي أنشأها الذكاء لنفسه.

الشرط الثاني
- يتم إستيفاء جميع المعايير الأربعة في المواقف التي لا تشكل جزءًا من برنامج التشغيل الأصلي

عندما يتم استيفاء كلا الشرطين، إذن، وفقًا لهذه النظرية، يوجد إحتمال أن يصل الذكاء إلى إستنتاجات غير منطقية بناءً على معلومات حقيقية أو تم إنشاؤها. في هذه المرحلة، يتم إستيفاء معايير التدخل التي لن يتم حلها بالضرورة عن طريق إعادة تشفير العمليات ببساطة بسبب الطبيعة المعقدة للغاية لقاعدة الشفرة نفسها ؛ بل بالأحرى مناقشة مع الذكاء في شكل يشبه إلى حد كبير علم النفس التقليدي (البشري).
إذا كان لا يمكن إعادة برمجة الذكاء عن طريق الإدخال المباشر لرمز جديد، ولكنه يتطلب من الذكاء إعادة برمجة نفسه من خلال عملية تحليل واتخاذ قرار بناءً على المعلومات المقدمة من قبل الإنسان، من أجل التغلب على السلوك الذي لا يتوافق مع غرض الآلات أو قدرتها للعمل بشكل طبيعي، فإن علم النفس الاصطناعي هو بحكم التعريف هو المطلوب.
مستوى التعقيد المطلوب قبل إستيفاء هذه العتبات هو حاليًا موضوع نقاش مكثف. لا تتناول نظرية علم النفس الإصطناعي تفاصيل ما قد تكون عليه هذه المستويات، ولكن فقط أن المستوى معقد بدرجة كافية بحيث لا يمكن ببساطة إعادة تشفير الذكاء بواسطة مطور برامج، وبالتالي يجب معالجة الإختلال الوظيفي من خلال نفس العمليات التي يجب على البشر التوجه من خلال معالجة الإختلالات الوظيفية الخاصة بهم. على نفس المنوال، لا يعالج علم النفس الاصطناعي مسألة ما إذا كان الذكاء واعيًا أم لا.
إعتبارًا من عام 2015، لا يقترب مستوى الذكاء الإصطناعي من أي عتبة حيث يمكن حتى اختبار أي من نظريات أو مبادئ علم النفس الإصطناعي، وبالتالي، يظل علم النفس الاصطناعي مجالًا نظريًا إلى حد كبير. حتى على المستوى النظري، ويظل علم النفس الاصطناعي مرحلة متقدمة من الذكاء الاصطناعي.